# Claudine Guérin de Tencin
Claudine Alexandrine Guérin de Tencin, Baronesse af Saint-Martin-de-Ré. (født 27. april 1682 - død 4. december 1749) var en fransk forfatter under renæssancen, der bidrog til Encyclopédie, som først blev udgivet mellem 1751-1772, efter hendes død.